# Lepidochrysops grahami
Graham’s Blue (Lepidochrysops grahami) là một loài bướm ngày thuộc họ Bướm xanh. Nó được tìm thấy ở Nam Phi, nơi nó được tìm thấy ở đông bắc East Cape.
Sải cánh dài 32–36 mm đối với con đực và 34–38 mm đối với con cái. Con trưởng thành bay từ early tháng 11 đến tháng 1. There is one extended generation per year.
Ấu trùng ăn Becium species.